# Перещапово
Перещапово — деревня в сельском поселении Клементьевское Можайского района Московской области. До муниципальной реформы 2006 года относилась к Павлищевскому сельскому округу.
Деревня расположена на северо-востоке района, примерно в 15 км к северо-западу от Можайска, на правом берегу реки Искона, высота над уровнем моря 189 м. Ближайшие населённые пункты — Ханево на востоке, Збышки и Новосёлки на юго-востоке и Горетово на юго-западе.

## Население
| 2002 | 2006 | 2010 |
| ---- | ---- | ---- |
| 121  | ↘114 | ↗139 |